# Ціїстре
Ціїстре (ест. Tsiistre) — село в Естонії, входить до складу волості Міссо, повіту Вирумаа.